# Combat de robots
 (mai 2021).
Si vous disposez d'ouvrages ou d'articles de référence ou si vous connaissez des sites web de qualité traitant du thème abordé ici, merci de compléter l'article en donnant les références utiles à sa vérifiabilité et en les liant à la section « Notes et références ».

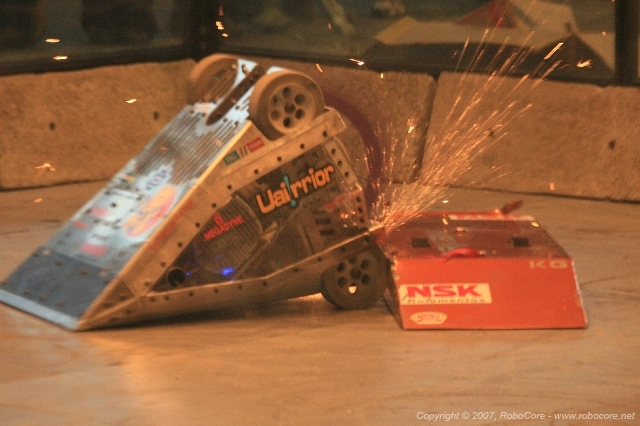
Deux robots en combat lors d'un événement RoboCore

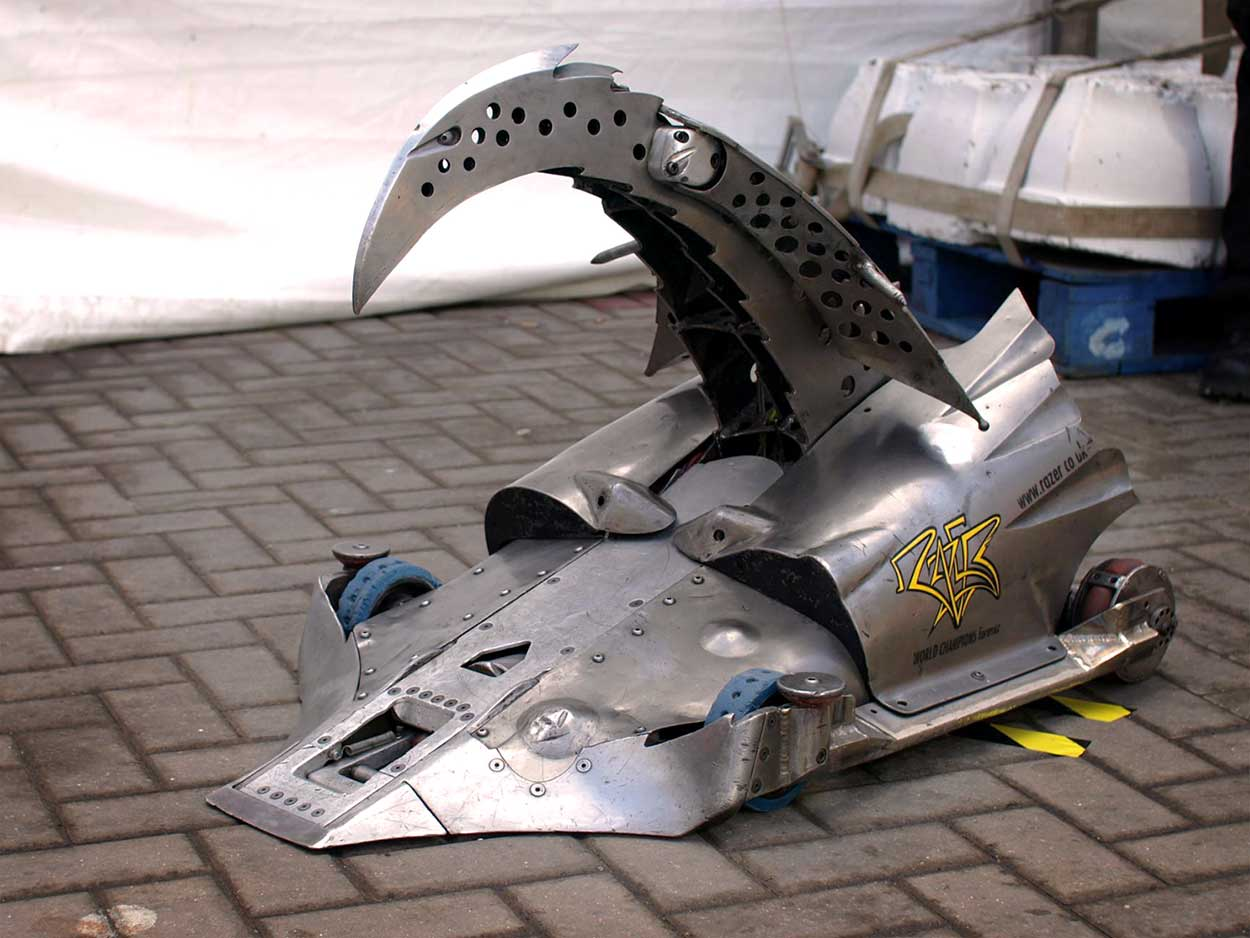
Razer, deux fois champion du monde de Robot Wars

Le combat de robots est un mode de compétition de robots dans lequel des machines construites sur mesure se battent en utilisant diverses méthodes pour se neutraliser mutuellement. Les machines sont généralement des véhicules télécommandés plutôt que des robots autonomes.
Les compétitions de combat de robots ont fait l'objet de séries télévisées, notamment Robot Wars (en) au Royaume-Uni et Battlebots : Le Choc des robots aux États-Unis. Ces émissions ont été diffusées à l'origine à la fin des années 1990 et au début des années 2000 et ont connu des reprises au milieu des années 2010. Outre les compétitions télévisées, de plus petits événements de combat de robots sont organisés pour des audiences en direct, comme ceux organisés par la Robot Fighting League.
Les constructeurs de robots sont généralement des amateurs, et la complexité et le coût de leurs machines peuvent varier considérablement. Le combat de robots utilise des catégories de poids, les robots les plus lourds étant capables d'exercer une plus grande puissance et des capacités de destruction plus importantes. Les règles des compétitions sont conçues pour assurer la sécurité des constructeurs, des opérateurs et des spectateurs tout en offrant un spectacle divertissant. Les arènes de combat de robots sont généralement entourées d'un écran pare-balles.
Les robots concurrents sont de conception très variée, avec des stratégies différentes pour gagner les combats. Les robots intègrent généralement des armes pour attaquer leurs adversaires, telles que des haches, des marteaux, des nageoires et des dispositifs de rotation. Les règles interdisent presque toujours les armes de type pistolet ainsi que d'autres stratégies non propices à la sécurité et au plaisir des participants et des spectateurs. 

## Histoire

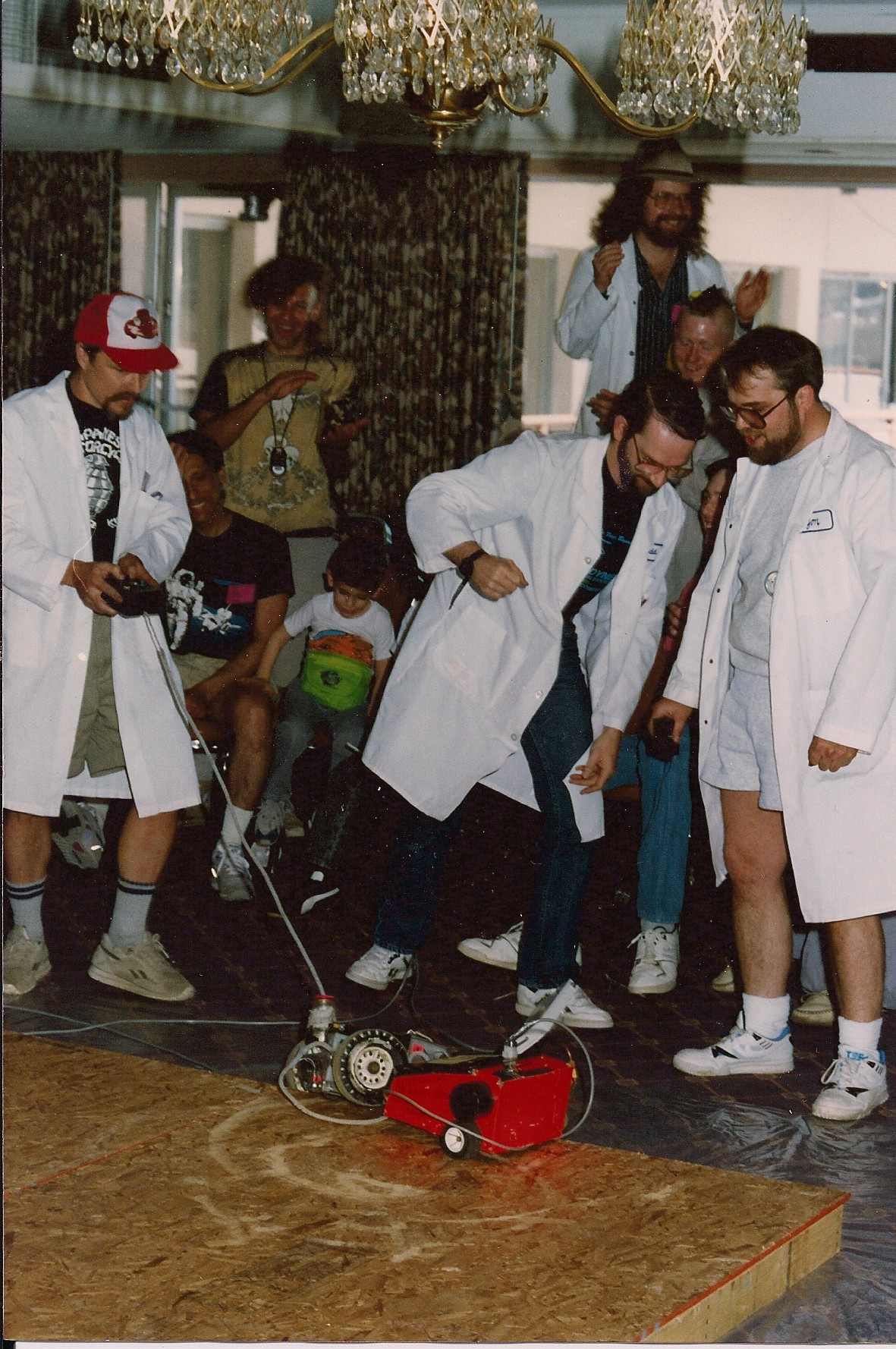
Critter Crunch en 1991, au moment où "Agent Orange" a battu le critter de Bill Lewellyn pour remporter l'épreuve.

Parmi les plus anciennes compétitions de combat robotique existant aux États-Unis figurent le "Critter Crunch (en)" (fondé vers 1987) à Denver et le "Robot Battles" (fondé en 1991) basé dans le sud-est des États-Unis. Ces deux événements sont organisés par les membres de la "Denver Mad Scientists Society".
- 1987 - La "Denver Mad Scientists Society" a organisé la première compétition Critter Crunch[1] lors de la convention de science-fiction MileHiCon de Denver.
- 1991 - Kelly Lockhart organise la première compétition "Robot Battles"[1] à la convention de science-fiction Dragon Con d'Atlanta.
- 1994 - Marc Thorpe a organisé la première compétition Robot Wars à San Francisco[2]. Quatre compétitions annuelles ont eu lieu.
- 1997 - Les droits sur le nom Robot Wars sont transférés à une société de production télévisée britannique qui produit la série télévisée Robot Wars. Les premières saisons présentent des jeux de compétition et des courses d'obstacles ainsi que de simples combats. La série a diffusé 151 épisodes répartis sur 12 séries de 1997 à 2003. Des séries spéciales ont été produites pour les États-Unis et les Pays-Bas.
- 1999 - D'anciens concurrents de Robot Wars aux États-Unis organisent une nouvelle compétition appelée BattleBots. Le premier tournoi a été diffusé sur le Web et le second a été diffusé sur le câble dans le cadre d'un événement "Pay-per-view".
- 2000 - BattleBots devient une émission de télévision hebdomadaire sur Comedy Central. L'émission durera cinq saisons et se terminera en 2002.
- 2001 - Robotica apparaît sur The Learning Channel comme une série hebdomadaire. Le format présente des tests de puissance, de vitesse et de manœuvrabilité ainsi que des combats. L'émission a duré trois séries et s'est terminée en 2002.
- 2002 - Fondation de la Robot Fighting League, un organisme de réglementation composé des organisateurs d'événements de combat de robots aux États-Unis, au Canada et au Brésil. L'organisme produit un ensemble unifié de règlements et assure la promotion de ce sport.
- 2004 - Le combat de robots est inclus en tant qu'événement aux ROBOlympics de San Francisco, en Californie, avec des concurrents de plusieurs pays[3].
- 2008 - Les ROBOlympiques changent de nom pour devenir les RoboGames et, bien que la plupart des événements ne soient pas liés au combat, le combat de robots y occupe une place importante.
- 2015 - BattleBots revient à la télévision en tant que série d'été sur le réseau ABC ; elle est renouvelée pour une deuxième saison, qui a été diffusée à l'été 2016[4].
- 2016 - Robot Wars revient à la télévision britannique sur BBC2, avec deux autres séries en 2017.
- 2017 - Combat de robots à pilotage humain Eagle Prime (produit par MegaBots (en)) contre Kuratas (produit par Suidobashi Heavy Industries)[5].
- 2018 - BattleBots revient à la télévision après une interruption d'un an sur Discovery Channel et The Science Channel. King of Bots, Fighting my Bot, This Is Fighting Robots et Clash Bots sont organisés et diffusés en Chine.